# Usha Uthup
Usha Uthup, nata Usha Vaidyanath Someshwar Sami (Mumbai, 7 novembre 1947), è una cantante indiana.
Dal 1966 è attiva come cantante in playback per le colonne sonore del cinema indiano.

## Filmografia parziale (come cantante playback)
- Hare Rama Hare Krishna (1971)
- Chattakkari (1974)
- Pyaara Dushman (1980)
- Shaan (1980)
- Disco Dancer (1982)
- Dushman Devta (1991)
- Daud	(1997)
- Kabhi Khushi Kabhie Gham (2001)
- 7 Khoon Maaf (2011)

## Premi e riconoscimenti
- Filmfare Awards
  - 2011: "Best Female Playback Singer"
- Mirchi Music Awards
  - 2017: "Lifetime Achievement Award"
- Kalakar Awards
  - 1999: "Best Audio Album (Bangla)"
  - 2002: "Best Audio Album (Bangla)"
  - 2004: "Best Playback Singer for the film"
  - 2013: "Best Playback Singer for the film"
- Padma Shri (2011)